# Jerzy Pielok
Jerzy Pielok (ur. 27 lutego 1945 w Katowicach) – polski piłkarz występujący na pozycji obrońcy i pomocnika. Trzykrotny wicemistrz Polski z Zagłębiem Sosnowiec w 1964, 1967 i 1972. Młodzieżowy reprezentant Polski.
Wychowanek Naprzodu Janów latem 1962 trafił do Zagłębia Sosnowiec, gdzie w I lidze zadebiutował 9 czerwca 1963 w wygranym 2:1 meczu z Lechem Poznań. W barwach klubu z Sosnowca trzykrotnie zdobywał wicemistrzostwo Polski i łącznie rozegrał 222 oficjalne mecze, w których strzelił 10 bramek (w tym 174 spotkania i 8 goli w ekstraklasie).
W 1976 przeszedł do występującego we francuskiej III lidze AC Cambrai, karierę piłkarską zakończył w AKS Niwka Sosnowiec. Występował też w młodzieżowej reprezentacji Polski, gdy jej trenerem był Kazimierz Górski. Jako szkoleniowiec krótko prowadził Polonię Poraj.
25 lutego 2023 Jerzy Pielok, Zbigniew Myga i Władysław Szaryński symbolicznym kopnięciem piłki rozpoczęli mecz otwarcia na nowym stadionie Zagłębia Sosnowiec, w którym gospodarze pokonali GKS Katowice 2:1.